# فينتشنزو جويريني
فينتشنزو جويريني (بالإيطالية: Vincenzo Guerini)‏ هو مدرب كرة قدم ولاعب كرة قدم إيطالي في مركز الوسط، ولد في 30 أكتوبر 1953 في Sarezzo ‏ في إيطاليا. شارك مع منتخب إيطاليا لكرة القدم. أما مع النوادي، فقد لعب مع فيورنتينا ونادي بريشيا.

## وصلات خارجية
- فينتشنزو جويريني على موقع قاعدة بيانات كرة القدم.إي يو (الإنجليزية)
- فينتشنزو جويريني على موقع ناشيونال فوتبول تيمز (الإنجليزية)
- فينتشنزو جويريني على موقع عالم كرة القدم.نت (الإنجليزية)